# Lista de dinossauros da África

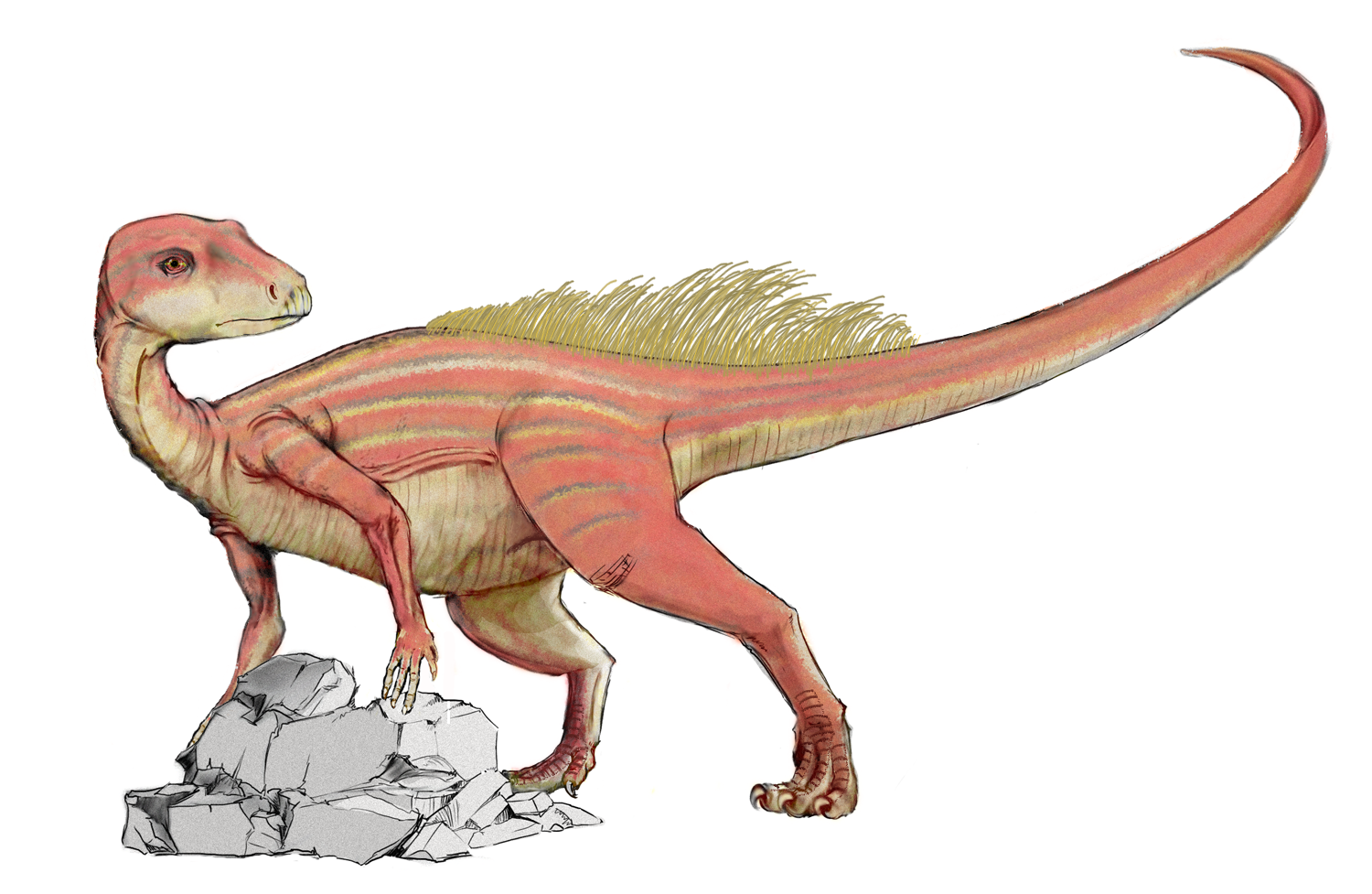
Abrictosaurus.

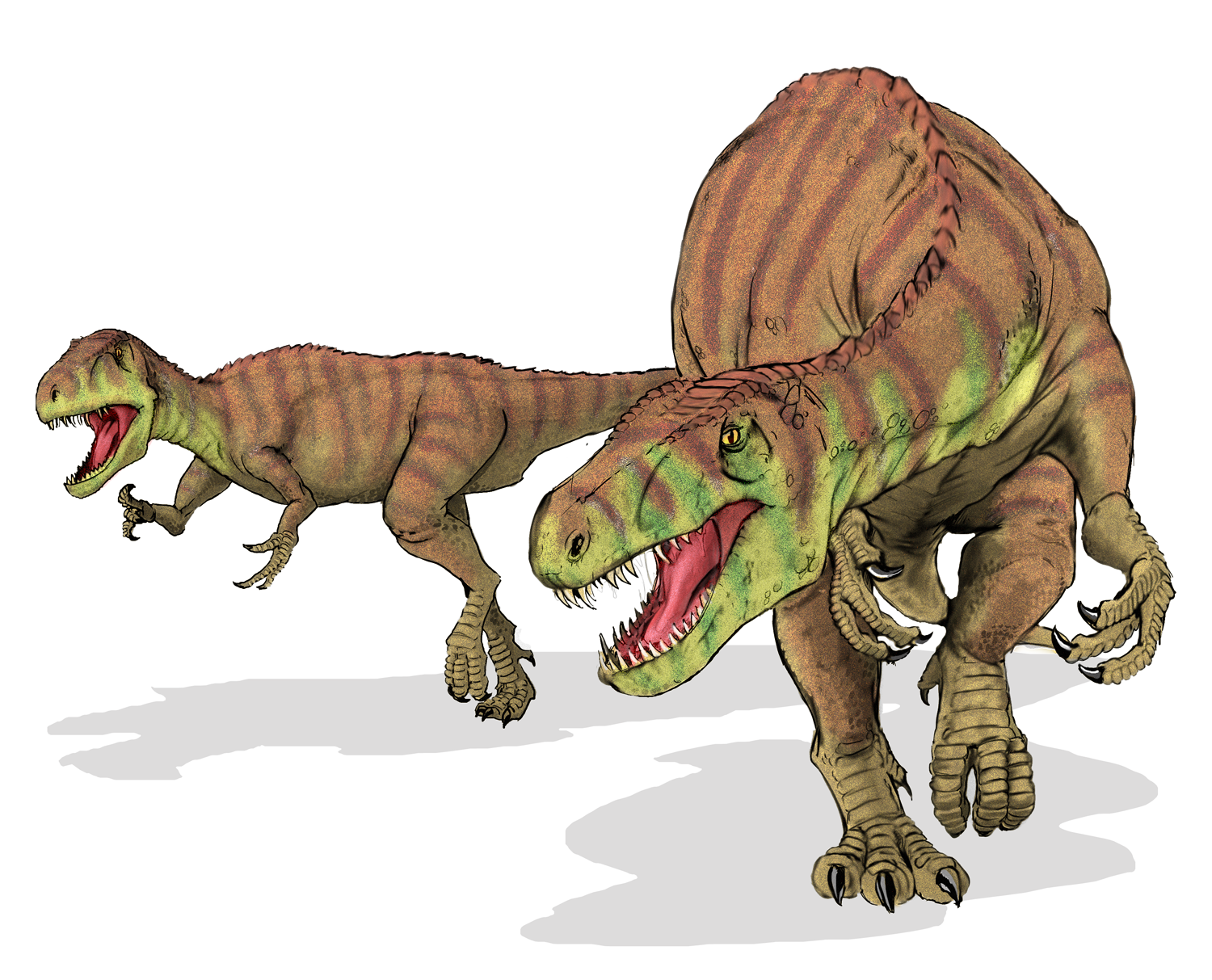
Afrovenator.

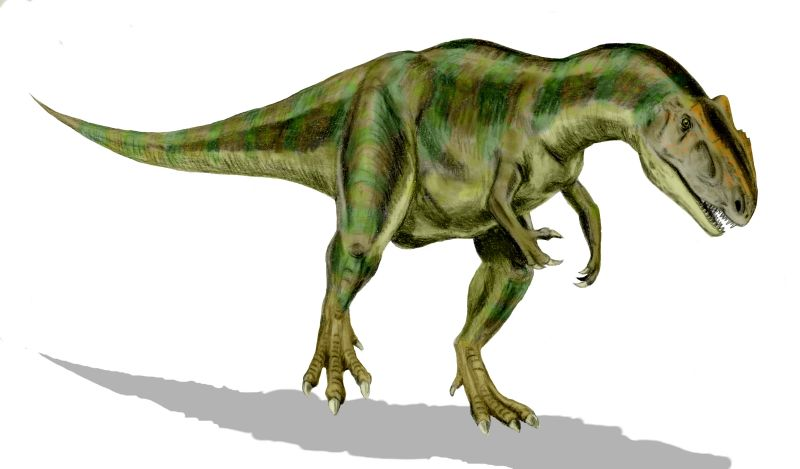
Allosaurus.

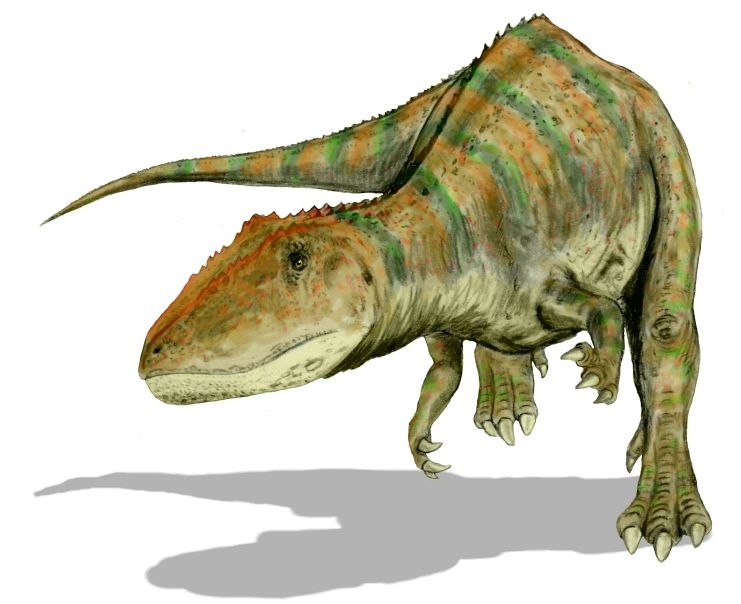
Carcharodontosaurus.

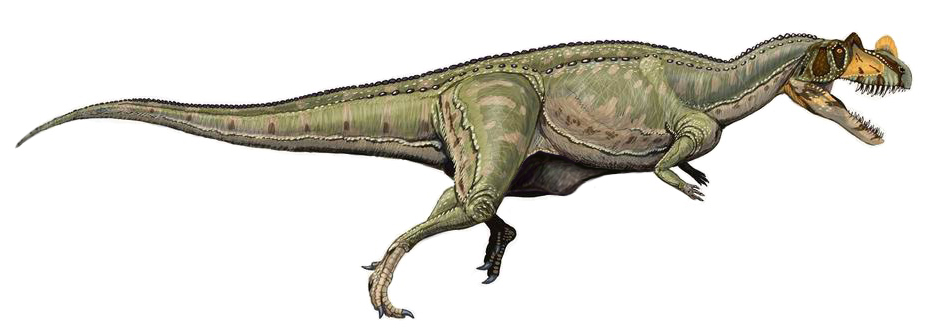
Ceratosaurus.

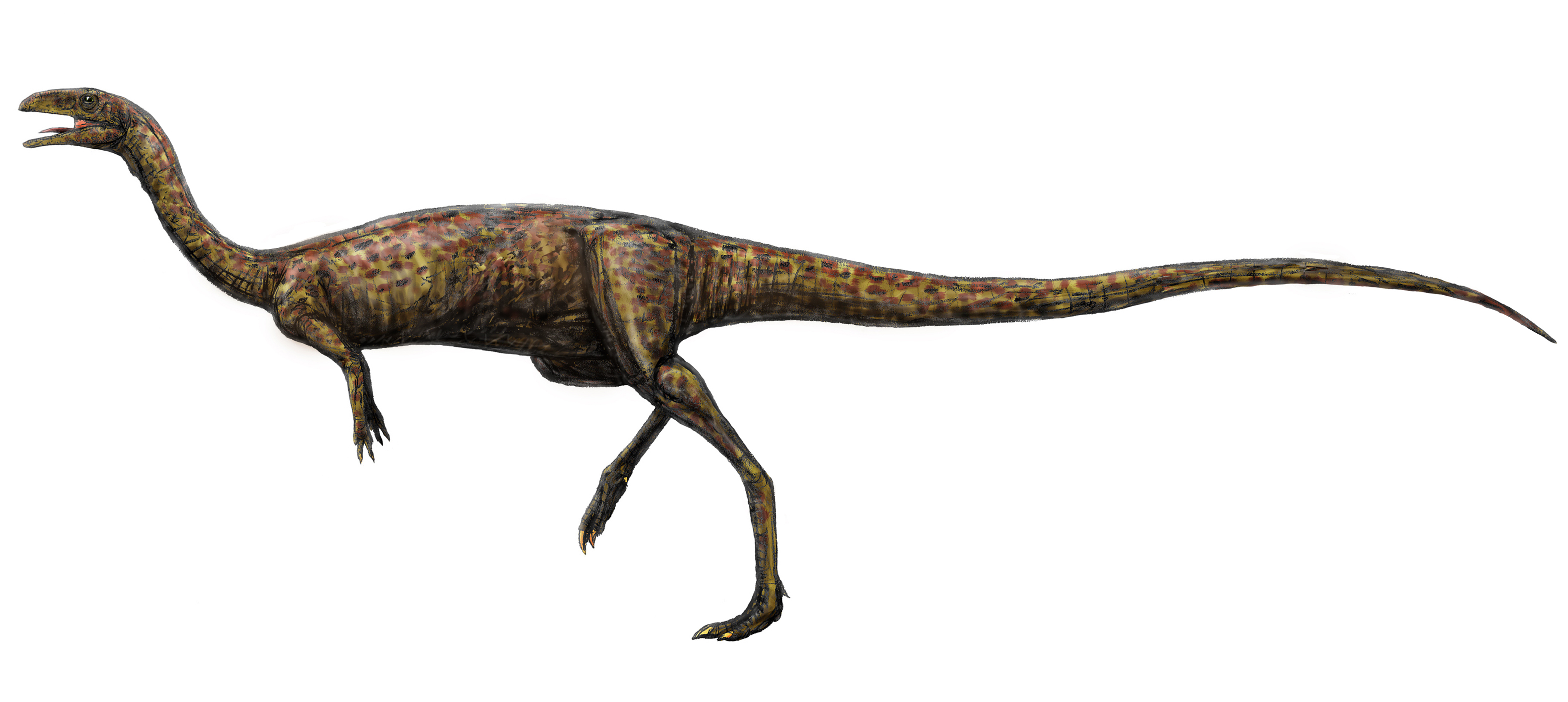
Elaphrosaurus.

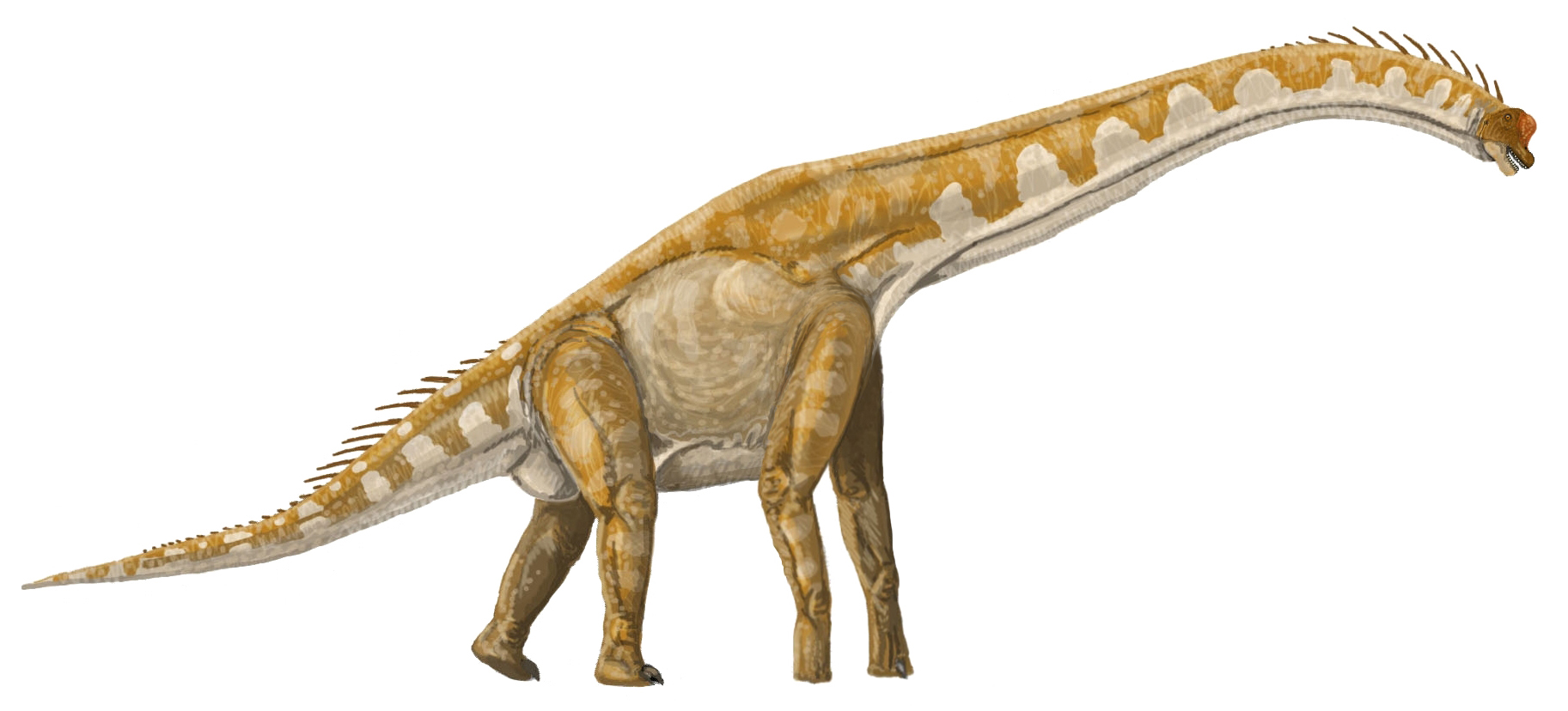
Giraffatitan.

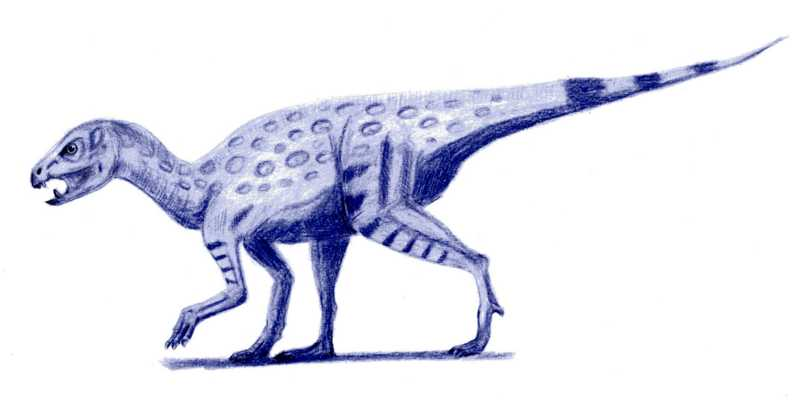
Heterodontosaurus.

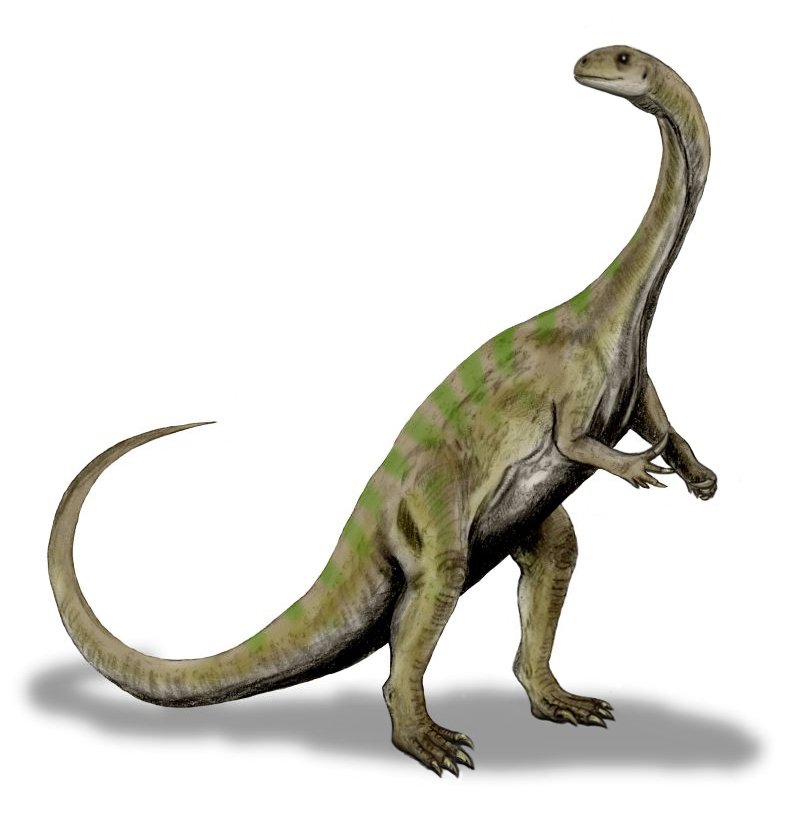
Massospondylus.

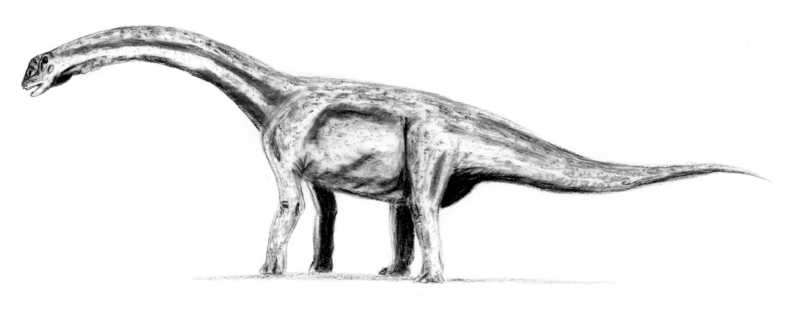
Paralititan.

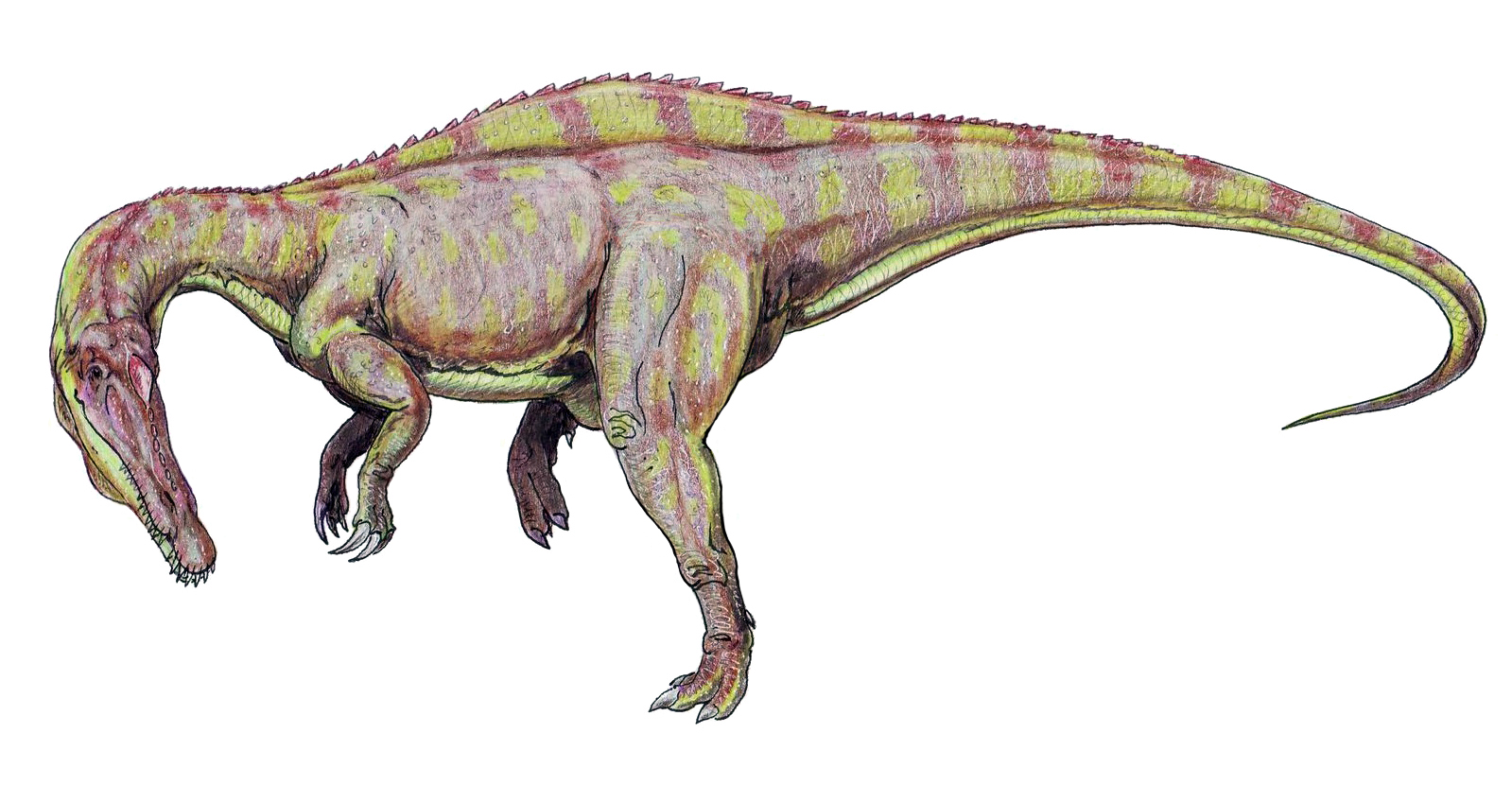
Suchomimus.

Esta é uma lista de dinossauros cujos restos foram recuperados da África. A África tem um rico registro fóssil, mas é desigual e incompleto. É rico em dinossauros do Triássico e Jurássico Inferior. Dinossauros africanos destes períodos incluem Syntarsus, Dracovenator, Melanorosaurus, Massospondylus, Euskelosaurus, Heterodontosaurus, Abrictosaurus e Lesothosaurus. O Jurássico Médio está muito mal representado na África. Somente o saurópode Cetiosaurus foi descoberto que datam deste período de tempo. O Jurássico, no entanto, está bem representado na África, principalmente graças à espetacular Formação Tendaguru. Allosaurus, Ceratosaurus, Elaphrosaurus, Giraffatitan, Dicraeosaurus, Janenschia, Tornieria, Tendaguria, Kentrosaurus e Dryosaurus estão entre os dinossauros cujos restos foram recuperados de Tendaguru. Esta fauna parece mostrar fortes semelhanças ao da Formação Morrison, nos Estados Unidos e da Formação Lourinhã em Portugal. Por exemplo, Allosaurus, Ceratosaurus e Dryosaurus foram encontrados tanto no Tendaguru e em Morrison. Isto tem implicações biogeográficas importantes.
O Cretáceo Inferior na África é conhecido principalmente na região norte do continente, especialmente no Níger. Suchomimus, Elrhazosaurus, Spinostropheus, Rebbachisaurus, Nigersaurus,  Kryptops, Nqwebasaurus e Paranthodon são alguns dos dinossauros do Cretáceo Inferior conhecidos da África. O Cretáceo Inferior foi um momento importante para os dinossauros da África, porque foi quando a África finalmente se separou da América do Sul, formando o Oceano Atlântico. Este foi um evento importante porque agora os dinossauros da África começaram a desenvolver em endemismo por causa do isolamento. O Cretáceo da África é conhecido principalmente do norte da África. Durante a primeira parte do Cretáceo Superior, o norte da África era o lar de uma rica fauna de dinossauros. Que inclui Spinosaurus, Carcharodontosaurus, Rugops, Bahariasaurus, Deltadromeus, Paralititan, Aegyptosaurus e Ouranosaurus.

## Lista de dinossauros da África
| Nome                | Período            | Dieta[1]       | Notas                                    |
| ------------------- | ------------------ | -------------- | ---------------------------------------- |
| Aardonyx            | Jurássico          | herbívoro      | —                                        |
| Abrictosaurus       | Jurássico          | herbívoro      | —                                        |
| Aegyptosaurus       | Cretáceo           | herbívoro      | —                                        |
| Aetonyx             | Jurássico          | herbívoro      | Provavelmente sinônimo de Massospondylus |
| Afrovenator         | Jurássico          | carnívoro      | —                                        |
| Algoasaurus         | Jurássico/Cretáceo | herbívoro      | —                                        |
| Allosaurus          | Jurássico          | carnívoro      | —                                        |
| Angolatitan         | Cretáceo           | herbívoro      | —                                        |
| Antetonitrus        | Triássico          | herbívoro      | —                                        |
| Arcusaurus          | Jurássico          | herbívoro      | —                                        |
| Atlasaurus          | Jurássico          | herbívoro      | —                                        |
| Australodocus       | Jurássico          | herbívoro      | —                                        |
| Bahariasaurus       | Cretáceo           | carnívoro      | —                                        |
| Baryonyx            | Cretáceo           | carnívoro      | —                                        |
| Berberosaurus       | Jurássico          | carnívoro      | —                                        |
| Blikanasaurus       | Triássico          | herbívoro      | —                                        |
| Carcharodontosaurus | Cretáceo           | carnívoro      | —                                        |
| Ceratosaurus        | Jurássico          | carnívoro      | —                                        |
| Cetiosaurus         | Jurássico          | herbívoro      | —                                        |
| Chebsaurus          | Jurássico          | herbívoro      | —                                        |
| Coelophysis         | Jurássico          | carnívoro      | —                                        |
| Cristatusaurus      | Cretáceo           | carnívoro      | —                                        |
| Deltadromeus        | Cretáceo           | carnívoro      | —                                        |
| Dicraeosaurus       | Jurássico          | herbívoro      | —                                        |
| Dracovenator        | Jurássico          | carnívoro      | —                                        |
| Dryosaurus          | Jurássico          | herbívoro      | —                                        |
| Elaphrosaurus       | Jurássico          | carnívoro      | —                                        |
| Elrhazosaurus       | Cretáceo           | herbívoro      | —                                        |
| Eocarcharia         | Jurássico          | carnívoro      | —                                        |
| Eocursor            | Triássico          | herbívoro      | —                                        |
| Eucnemesaurus       | Triássico          | (disputado)    | —                                        |
| Euskelosaurus       | Triássico          | herbívoro      | —                                        |
| Fabrosaurus         | Jurássico          | herbívoro      | —                                        |
| Geranosaurus        | Jurássico          | (desconhecido) | —                                        |
| Giraffatitan        | Jurássico          | herbívoro      | —                                        |
| Gyposaurus          | Jurássico          | herbívoro      | —                                        |
| Heterodontosaurus   | Jurássico          | herbívoro      | —                                        |
| Ignavusaurus        | Jurássico          | herbívoro      | —                                        |
| Inosaurus           | Cretáceo           | (desconhecido) | —                                        |
| Janenschia          | Jurássico          | herbívoro      | —                                        |
| Jobaria             | Cretáceo           | herbívoro      | —                                        |
| Kangnasaurus        | Cretáceo           | (desconhecido) | —                                        |
| Karongasaurus       | Cretáceo           | herbívoro      | —                                        |
| Kemkemia            | Cretáceo           | carnívoro      | —                                        |
| Kentrosaurus        | Jurássico          | herbívoro      | —                                        |
| Kryptops            | Cretáceo           | carnívoro      | —                                        |
| Lanasaurus          | Jurássico          | herbívoro      | —                                        |
| Lesothosaurus       | Jurássico          | herbívoro      | —                                        |
| Likhoelesaurus      | Triássico          | (desconhecido) | Possivelmente não-dinossauro (disputado) |
| Lurdusaurus         | Cretáceo           | herbívoro      | —                                        |
| Lycorhinus          | Jurássico          | herbívoro      | —                                        |
| Malawisaurus        | Cretáceo           | herbívoro      | —                                        |
| Massospondylus      | Jurássico          | herbívoro      | —                                        |
| Megapnosaurus       | Jurássico          | carnívoro      | —                                        |
| Melanorosaurus      | Triássico          | herbívoro      | —                                        |
| Nigersaurus         | Cretáceo           | herbívoro      | —                                        |
| Nqwebasaurus        | Cretáceo           | carnívoro      | —                                        |
| Nyasasaurus         | Triássico          | herbívoro      | Possivelmente não-dinossauro             |
| Ostafrikasaurus     | Jurássico          | carnívoro      | —                                        |
| Ouranosaurus        | Cretáceo           | herbívoro      | —                                        |
| Paralititan         | Cretáceo           | herbívoro      | —                                        |
| Paranthodon         | Cretáceo           | herbívoro      | —                                        |
| Pegomastax          | Jurássico          | herbívoro      | —                                        |
| Plateosauravus      | Triássico          | herbívoro      | —                                        |
| Rebbachisaurus      | Cretáceo           | herbívoro      | —                                        |
| Rugops              | Cretáceo           | carnívoro      | —                                        |
| Sauroniops          | Cretáceo           | carnívoro      | —                                        |
| Sigilmassasaurus    | Cretáceo           | carnívoro      | —                                        |
| Spinosaurus         | Cretáceo           | carnívoro      | —                                        |
| Spinophorosaurus    | Jurássico          | herbívoro      | —                                        |
| Spinostropheus      | Cretáceo           | carnívoro      | —                                        |
| Stormbergia         | Jurássico          | (desconhecido) | —                                        |
| Suchomimus          | Cretáceo           | carnívoro      | —                                        |
| Tataouinea          | Cretáceo           | herbívoro      | —                                        |
| Tazoudasaurus       | Jurássico          | herbívoro      | —                                        |
| Tendaguria          | Jurássico          | herbívoro      | —                                        |
| Thotobolosaurus     | Triássico          | herbívoro      | —                                        |
| Tornieria           | Jurássico          | herbívoro      | —                                        |
| Veterupristisaurus  | Jurássico          | carnívoro      | —                                        |
| Vulcanodon          | Jurássico          | herbívoro      | —                                        |

## Legenda
| Nomen dubium |
| Inválido     |
| Nomen nudum  |

## Cronologia
Esta é uma linha do tempo dos dinossauros selecionados da lista acima. O tempo é medido em milhões de anos atrás ao longo do eixo-x.

## Critérios para inclusão
- A criatura deve aparecer na lista de dinossauros.
- Fósseis da criatura devem ser encontrados na África.
- Esta lista é um complemento da Categoria:Dinossauros da África.